# Brachyophidium rhodogaster
Brachyophidium rhodogaster är en ormart som beskrevs av Wall 1921. Brachyophidium rhodogaster ingår i släktet Brachyophidium och familjen sköldsvansormar. Inga underarter finns listade.
Arten förekommer i Indien i regionerna Shembaganur, Kodaikanal, Palnis och Kerala. Honor lägger inga ägg utan föder levande ungar.
Ormen är liten och den äter troligen daggmaskar. Den hittades även på Sri Lanka.